# 張憲臣
張憲臣（1512年—1573年），字欽伯，號虛江，直隸蘇州府崑山縣人，民籍，明朝政治人物。

## 生平
嘉靖二十二年（1543年）癸卯科應天鄉試第一百二十七名舉人，嘉靖三十八年（1559年）中式己未科會試第十二名，三甲第三十四名進士。授南昌縣知縣，行鄉間問民所苦，出獄中冤囚，拒以縣庫金饋嚴嵩。嚴嵩失勢後，四十一年（1562年）十一月擢工科給事中，四十四年（1565年）自吏科右給事遷刑科左給事中，持節封唐山王長子，充正使，給事中得正為使自張憲臣始。四十五年（1566年）升戶科都給事中。隆慶元年（1567年）正月出為浙江右參政，分守金衢嚴三郡。四年（1570年）遷雲南按察使。五年（1571年）正月與巡撫修隙，免官。萬曆元年（1573年）五月卒，年六十二。

## 家族
曾祖張昱；祖父張冕；父張洪，母管氏。
孫張魯唯、張魯得。